# Gorham (New Hampshire)
Pour les articles homonymes, voir Gorham.
Gorham est une ville de l'État du New Hampshire, aux États-Unis, peuplée au dernier recensement de 2 848 habitants. Elle est située sur les bords du fleuve Androscoggin, dans le comté de Coös.

## Historique
Le Chemin de fer Saint-Laurent & Atlantique, commença la voie ferrée à Portland (Maine) le 4 juillet 1846. Il a fallu attendre 22 juillet 1851, pour que la construction permettre le premier train d'entrer à Gorham avec plus de 91 km de voie ferrée.

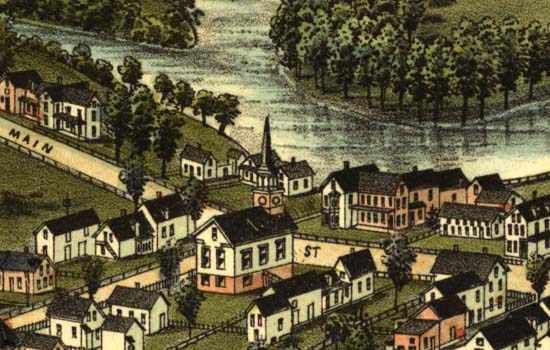
Vue Panoramic 1888
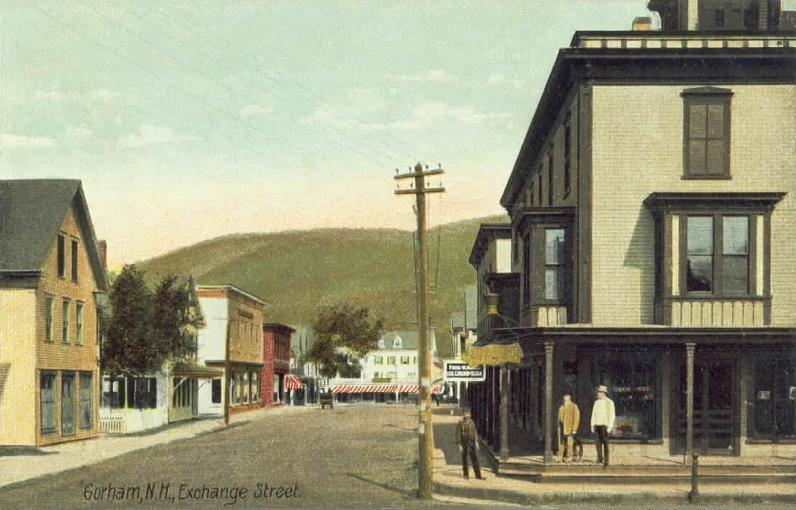
Rue Exchange 1908
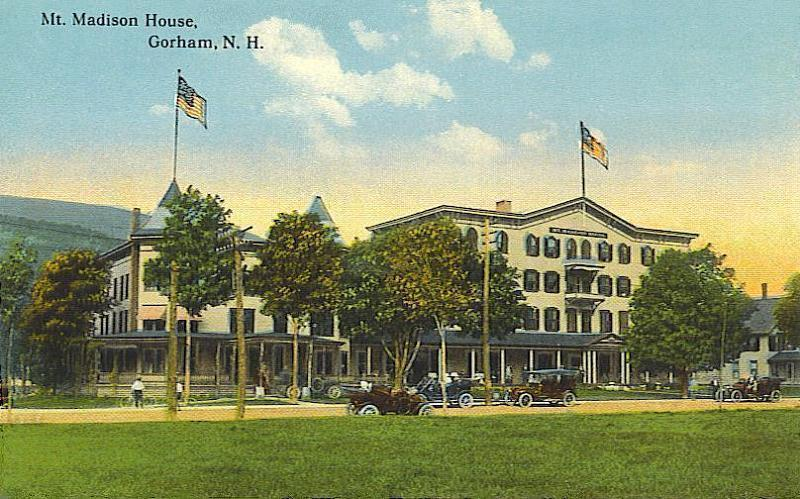
Maison Mount Madison c. 1912
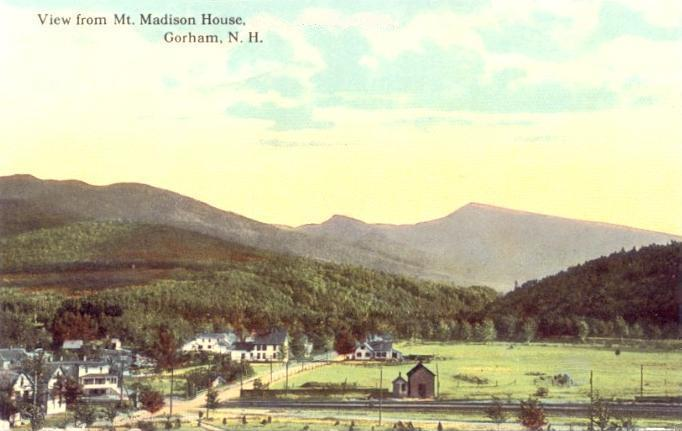
Vue de Mount Madison c. 1912
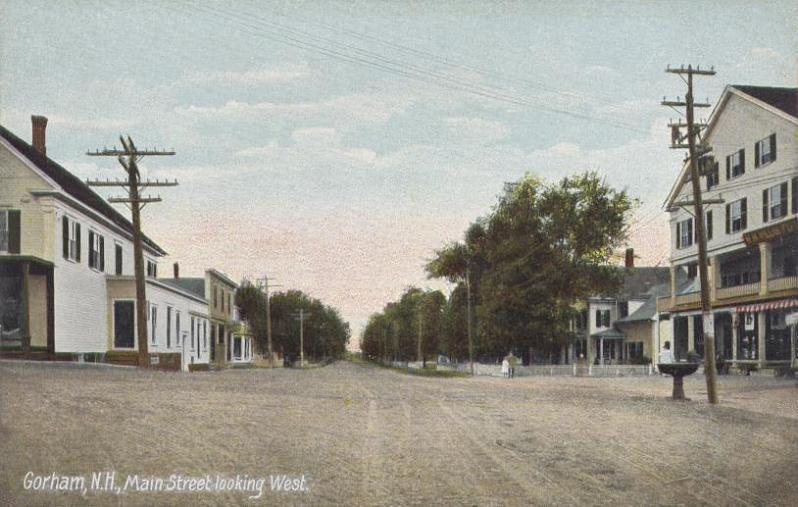
Rue Principale c. 1908

### Liens externes

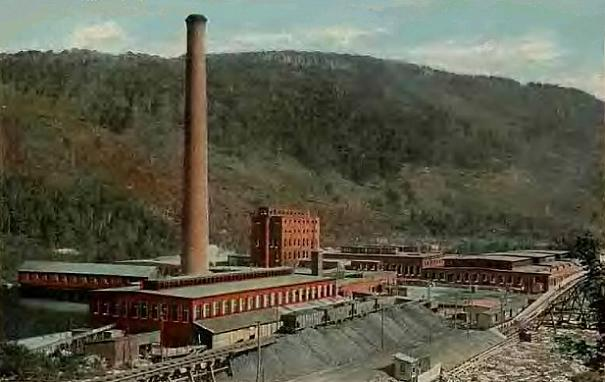
Papeterie Cascade

## Évêché
- Diocèse catholique de Manchester